# تل يوكنعام
تل يوكنعام (بالعبرية: תֵּל יָקְנְעָם) هو تل يقع بين مدينة يوكنعام عيليت الحديثة ومدينة يوكنعام موشافا. في اللغة العربية، وأيضاً في الجزء الأكبر من التاريخ الحديث، فإن المكان كان يُعرَف باسمي قامون أو تل قامون. ويُعتقد أنه تحريف للاسم العبري. يمتد الموقع على حوالي 40 دونم، أما ارتفاعه فهو حاد يصل إلى 60 متراً.
شهدت يوكنعام لمدة 4000 سنة نوعاً من الاستقرار، باستثناء بعض الفترات القصيرة، من العصر البرونزي المُبكِّر، إلى عصور السلطنة المملوكية. ذُكِرت المدينة لأول مرة في المصادر المصرية كمدينة احتلها الفرعون تحتمس الثالث ولاحقاً في الكتاب المقدس العبري كمدينة هُزِمت من قبل الزعيم الإسرائيلي يوشع بن نون، واستقرت في فترة سبط لاوي الإسرائيليين. كما ذُكِرت مرتين في النصوص الرومانية، إذ توجد بقايا كنيسة من العصر البيزنطي فيها. خلال فترة الصليبيين كانت تُسمَّى بمستوطنة كايمونت وكانت لفترة من الزمن مركز السيادة الأصغر في تاريخ مملكة بيت المقدس اللاتينية. في القرن الثالث عشر، تم الاستيلاء على المستوطنة من قبل المماليك المسلمين. ومن الممكن أنه خلال الفترة العثمانية، تم بناء حصن في الموقع، لكن هذا لم يتم تأكيده بشكل كامل.

## أصل التسمية
يعود أصل تسمية يوكنعام (بالعبرية: יָקְנְעָם) هي اللغة العبرية، من الكتاب المقدس العبري. كان يُطلق على المنطقة خلال العصور الكنعانية على الأرجح اسم عين-كنمو، كما يظهر في قوائم 119 مدينة احتلها الفرعون تحتمس الثالث.
بعد الفتح الإسلامي، سُمِّي الموقع باسم قايمون. بعد الحملة الصليبية الأولى، وصف فيتيلوس المكان في حوالي عام 1130 باسم كاين مونس يمعنى «جبل قابيل»، إذ تذكر أسطورة أن قابيل قد قُتِل من قبل نسله لامك الذي وفقاً له وقع في هذا الموقع. من المُحتمل أن يكون أصل اسم «كاين مونس» تحريفاً للاسم العربي «قايمون» أو «كايموم» كما ظهر في المصادر اللاتينية الأولى، وحُوِّل الاسم لاحقاً إلى كايمونت.

## التاريخ والآثار

### العصر البرونزي
ذُكِرت يوكنعام ثلاث مرات في الكتاب المقدس العبري (التناخ)، كل ذلك في سفر يشوع. إذ ظهرت لأول مرة في قائمة من 31 مدينة في المدينة يوشع بن نون وبنو إسرائيل. كما ذُكِرت لاحقاً كمدينة في أرض سبط زبولون، عُمِّرت من قبل أعضاء عائلة بني مراري الذي ينتمون إلى سبط لاوي.

### الحقبة الرومانية والبيزنطية والعربية
أصبحت يوكنعام تحت الرومان مع السلالة الحشمونية في عام 63 قبل الميلاد. ولم يُعثَر من الفترة الرومانية إلا على كسرة من إناء خزفي. وقد ذكر يوسابيوس القيصري يوكنعام التوراتية في كتابه أونوماستيكون في القرن الثالث الميلادي، وكتب أنه في وقته كانت هناك قرية تُسمَّى «كامونا» (Cammona) «تقع في السهل الكبير، على بُعد ستة أميال رومانية شمال ليجيو، في الطريق إلى بطليموس». ولم يتم العثور على المستوطنة الرومانية، ولكن الفخار من تلك الفترة يشير إلى وجود مستوطنة هناك في القرن الرابع الميلادي. كشف المسح الذي أُجري للمنطقة عن وجود كنيسة بيزنطية بُنِيت بين القرن الرابع والقرن السابع الميلادي.
في 634 - 636 تولت الخلافة الراشدة حكم المنطقة بدل البيزنطيين. وعلى الرغم من عدم ذكرها في المصادر، فقد كانت يوكنعام في ذلك الوقت مدينة جيدة التخطيط، مع نظام شوارع ومباني متناسقة مبنية على مدرجات. كما عُثِر على مباني من تلك الفترة في الجانب الشمالي الغربي من التل ويرجع تاريخها إلى النصف الثاني من القرن التاسع الميلادي والنصف الأول من القرن العاشر الميلادي. يُعتَبَر سيراميك هذه الفترة من أفخر أنواع عصره، وهو يُشير إلى أن المدينة قد تأسست في القرن التاسع، أي ربما خلال حكم أحمد بن طولون، الذي وحَّد مصر وسوريا ودمشق تحت حكمه عام 878م. كما اُكتُشِف سيراميك من العصر الأموي (661م - 750م) ولكن لم يتم العثور على مستوطنة خلال تلك الفترة، كما لا توجد دلائل على دمارها، واُقتُرِح أن المدينة قد أُخلِيت في القرن التاسع الميلادي لسبب غير معروف.

### الحقبة الصليبية والأيوبية والمملوكية
بعد الحملة الصليبية الأولى، تم ضم يوكنعام إلى مملكة بيت المقدس. وظهرت في المصادر اللاتينية لأول مرة في مرسوم أصدره البابا باسكال الثاني. ينص المرسوم على أن يوكنعام، تحت اسم كايموم (Caimum)، تنتمي إلى دير جبل طابور. من الممكن أنه كانت لا تزال في أيدي المسلمين في ذلك الوقت كمعظم الأماكن المذكورة هناك. ومن المرجح أن بالدوين الأول، ملك القدس هو الذي سيطر على يوكنعام من أيدي المسلمين، خلال حملته ضد عكا في عام 1104. ومن غير الواضح ما إذا كان دير جبل تابور يملك الأرض بالفعل. [30] ذُكِرت يوكنعام مرة أخرى باسم كايمون (Caymont) في ميثاق أصدره بلدوين الرابع، ملك القدس في 24 فبراير 1182، الذي منح بمقتظاه إقطاعة تتكون من عدد قليل من المحلات في عكا و480 فداناً من الأراضي في إقليم كايمون (territorio de Caimont) إلى جوسلين الثالث. وبحلول ذلك الوقت كانت كايمون على الأرجح بمثابة منطقة سيادة. لم تتجاوز مساحة الأرض أكثر من 50 كيلومتراً مربعاً ولا توجد مستوطنات أخرى في أراضيها معروفة اليوم.
بعد أن هزم صلاح الدين الأيوبي جيوش الصليبيين في معركة حطين (1187)، سقطت مدينة كايمونت الإفرنجية في يد الأيوبيين الإسلاميين. كان من الجدير بالذكر ما يكفي ذكره في كلا الحسابين المفصولين للمعارك. وذكر واحد منها الموقع، جنبا إلى جنب مع المواقع الأخرى في المنطقة، تم نهبها من قبل الفاتحين. كتب عماد الدين زنكي، وهو أمين صلاح الدين، أن خلال معركة الفولة، سقطت كايمونت كغيرها من المناطق الإفرنجية. في يناير 1188، وفي إطار قضية مستقبل عكا، اقترح بعض رجال صلاح الدين تدمير المعقل الساحلي الرئيسي للصليبيين لمنعهم من إعادة استعماره وتأسيسه، واتخاذ كايمونت، والمعروفة لدى المسلمين باسم قايمون، معقلهم الرئيسي في المنطقة عوض عكا. واُعتُبِرت قايمون خياراً جيداً لأنها قريبة بما يكفي من البحر، زيادة على كونها بعيدة بما يكفي لإحباط الهجمات البحرية. ولكن في نهاية المطاف قرَّر صلاح الدين تحصين عكا بدلاً من ذلك.
خلال الحملة الصليبية الثالثة، أُشير إلى قايمون مرة أخرى، حينما أرسل صلاح الدين أملاكه إلى قايمون والناصرة أثناء حصار عكا. وبمجرد أن بدأ الصليبيون مسيرتهم نحو يافا في 22 أغسطس 1191، بدأ صلاح الدين أيضاً مسيرته في مسار داخلي مواز، وخيَّم في قايمون ليوم واحد في 24 أغسطس 1191. تشير حقيقة وجوده في الخيام إلى أن قلعة فرانكش كانت بالفعل في حالة خراب. في ختام الحملة الصليبية الثالثة، مُنِحت قايمون وأرضها بمقتضى معاهدة يافا، التي وُقِّعت في 2 سبتمبر 1192 إلى باليان، وهو زعيم إفرنجي بارز. ويُعرَف شيء عن أعمال باليان في كايمونت، ولكن بما أنه كان قائداً بارزاً، فمن المعقول أن يكون قد قدَّم مساهمة كبيرة للمنطقة. بعد الانتصار الصليبي الأولي في دمياط، قرَّر إفرنجة عكا محاولة مهاجمة المسلمين، لكنهم هُزِموا من قبل قوات السلطان المعظم عيسى بن العادل قرب كايمونت.
في معاهدة وُقِّعت خلال الحملة الصليبية السابعة، أُدرِجت كايمونت ضمن القلاع التي بقيت في أيدي الإفرنجة. وذُكِر سيد كايمونت يُدعى «أيماري» في 1253، وهو آخر سيد معروف لكايمونت. وفي عام 1256 أعطى البابا ألكسندر الرابع القرار بتدمير دير طابور من أجل فرسان الإسبتارية، بما في ذلك كايمونت. وقد نشب نزاع حول ملكية الأرض بين فرسان الإسبتارية وفرسان الهيكل، تم حله في مايو 1262، بفوز فرسان الهيكل بملكية المنطقة. ومن المُحتَمل أن تكون كايمونت قد تعرضت للهجوم من قبل السلطان المملوكي الإسلامي بيبرس في فترة ما بين 1263 و1266. ومن المؤكد أنه في عام 1283 قد وقعت الأرض تحت أيدي المسلمين بقيادة السلطان المملوكي في سوريا ومصر المنصور قلاوون.

### الاكتشافات الأثرية
كانت مدينة يوكنعام الصليبية مدينة محصنة. ربما كانت أكبر مستوطنة منذ العصر الحديدي. كان للمدينة بنى عامة كبيرة في الجنوب، بما في ذلك بوابة المدينة والقلعة والكنيسة. ويشغل الحصن 15٪ من المساحة الإجمالية للتلة. وكان للقلعة بضع أبراج مراقبة في أركانها، وهي منسوبة إلى بالدوين الأول ملك اللقدس الذي حكم بين 1100 و1118. أما الكنيسة فقد بُنِيت فوق الكنيسة البيزنطية السابقة.
كما عُثِر على بقايا مستوطنة مملوكية في منطقة الكنيسة.

### الحقبة العثمانية
عقب الحرب العثمانية-المملوكية (1516-17)، سقطت يوكنعام مع باقي دول المشرق في يد العثمانيين. وتقول السجلات التاريخية من القرن الثامن عشر أن ظاهر العمر، الذي حكم الجليل في ذلك القرن، قد بنى قلعة في يوكنعام. وقد عُثِر على بعض أنابيب التدخين بالقرب من الكنيسة الصليبية ووُجِد الفخار العثماني أيضاً في مناطق مُختلِفة من التل التي ربما قد جرفته الأمطار.
تُعرَف تل يوكنعام باسم آخر وهو «تل قامون» في عدة مصادر خلال القرن التاسع عشر. وصف تشارلز ويليام ميريديث فان دي فيلدي المكان في عام 1854. وأشار إلى وجود آثار هناك، بما في ذلك أسس كنيسة مسيحية، والعديد من الكهوف المُقبَّبة الكبيرة. ووصف المنطقة بأنها: «منطقة مهجورة. ولا توجد هنا جيوش أخرى، ولا مزيد من القرويين؛ فكل قطيع من الماعز شاهدها عدد قليل من العرب المتوحشين، كل ما التقينا به».
وصف كلود ريجنييه كوندر المكان في عام 1878 بكونه «تلة ضخمة» مع بقايا «كنيسة» و«حصن صغير» بناه ظاهر العمر. كما تحدث عن أسطورتين حول هذا المكان، الأولى هي أسطورة سامرية تقول أن يشوع أقام هنا أثناء قتاله ضد الكنعانيين، والأخرى أسطورة مسيحية، ووفقاً لها، قام لامك، حفيد قابيل بقتل جده الأكبر هنا بالسهم. استنتج كوندر أن اسم «كاين مونس» هو تحريف لاسم «قايمون».